# Endocrânio
Em anatomia comparada, o endocrânio é uma parte da base do crânio em vertebrados e representa a parte basal interna do crânio
. O termo também é aplicado à camada exterior da dura-máter em anatomia humana